# Tanque T69
El T69 era un prototipo de tanque medio estadounidense, que estaba equipado con una torreta oscilante y un cañón de 90 mm con cargador automático tipo revólver de 8 proyectiles. Su tripulación era de cuatro hombres. Desarrollado a partir del tanque medio T42, este tanque nunca fue producido en serie.

## Desarrollo
A principios de la década de 1950, las Fuerzas Armadas de los Estados Unidos iniciaron un programa de diseño para desarrollar tanques que reemplazarían a los que se encontraban en servicio. El M4 Sherman empezaba a volverse obsoleto y estaba siendo reemplazado por el M26 Pershing y el mejorado M46 Patton.
Sin embargo, estos tanques todavía eran muy similares a los empleados en la Segunda Guerra Mundial y no empleaban las nuevas tecnologías que habían empezado a surgir. Uno de los tanques que surgieron de este programa de diseños fue el tanque medio T42. A partir de este último se desarrollaría el proyecto del T69.
Las singulares características del T69 entre los otros tanques medios que se desarrollaban, eran su torreta oscilante y su cargador automático. El proyecto del T69 fue seguido por el del tanque ligero T71, que tenía un cañón de 76 mm con cargador automático montado en una torreta oscilante. También se desarrolló en paralelo a los proyectos de tanques pesados T57 con cañón de 120 mm y T58 con cañón de 155 mm, ambos estando equipados con cargadores automáticos y torretas oscilantes. Estos dos últimos empleaban el casco del tanque pesado M103.

### T42
El tanque medio T42 fue originalmente diseñado para reemplazar al M46 Patton. El T42 se desarrolló a partir del tanque ligero T37, pero tenía un blindaje más grueso e iba armado con el cañón T139 90 mm (que más tarde sería redesignado como Cañón de tanque M41 90 mm) en una torreta de nuevo diseño. Sin embargo, conservó las mismas dimensiones básicas y el tren de rodaje de cinco ruedas.
Pero el T42 seguía en desarrollo cuando empezó la guerra de Corea en junio de 1950. Esto incrementó el infame "pánico a los tanques norcoreanos". Como una solución rápida a este problema, se decidió montar la torreta del T42 en el casco del M46 Patton. Esto originó el tanque medio M47 Patton II.
El T42 no llegó a producirse en serie, al no haber cumplido los requisitos y especificaciones de las Fuerzas Armadas. Algunos de los tanques se guardaron para experimentos y desarrollos futuros. Esto hizo que su casco fuese empleado para crear el T69.

### T69
Los estudios llevados a cabo por la Rheem Manufacturing Company concluyeron que era posible instalarle un cargador automático al cañón T139 90 mm si este era montado en una torreta oscilante. Las torretas oscilantes se hicieron conocidas a través del tanque ligero francés AMX-13, siendo una característica innovadora en aquel entonces. Este tipo de torreta lleva el cañón fijo y se compone de dos piezas. La mitad inferior, o "collarín", está conectada al anillo del casco y ofrece rotación. La mitad superior, o "cuerpo", lleva el cañón y se mueve sobre un juego de muñones ofreciendo elevación. Las torretas oscilantes permiten el empleo de cargadores automáticos, ya que el cañón está fijado en su lugar, haciendo que el cargador automático no tenga que ser realineado con la recámara del cañón después de cada disparo.  
Fue creado entre 1953 y 1955 utilizando como base el chasis del tanque medio T42, reemplazando su torreta convencional por una torreta oscilante, siendo el primer diseño estadounidense en utilizar esta tecnología. Estaba equipado con un cañón de 90 mm con cargador automático, basándose en un prototipo del tanque ligero francés AMX-13. Una importante característica del T69 era que podía ser recargado desde adentro por la misma tripulación, a diferencia del AMX-13 que debía retirarse de la zona de combate para volver a llenar el cargador automático con más proyectiles desde el exterior de la torreta, disminuyendo así sus prestaciones. 

## Características

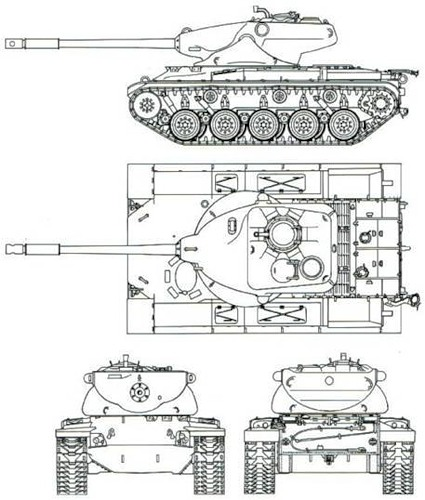
Esquema del T69.

### Casco
Su casco estaba hecho de dos piezas. La pieza frontal estaba hecha de acero vaciado y tenía un blindaje homogéneo, cuyo frente redondeado estaba inclinado a 60° y tenía un espesor de 101,6 mm, mientras que la pieza posterior estaba hecha de planchas de blindaje soldadas. Ambas piezas estaban unidas por soldadura.  

### Torreta
El cuerpo de la torreta era de una sola pieza vaciada, con el cañón de 90 mm sobresaliendo desde una larga "trompa". Los ángulos de su cuerpo ofrecían numerosas superficies deflectores contra los proyectiles enemigos. Iba unido a un collarín mediante los muñones, formando el fulcro de elevación y depresión. La elevación máxima era de 15° y la depresión máxima era de -9°. Este movimiento era accionado por un sistema hidráulico, aunque podía accionarse manualmente en caso de fallo mecánico. El collarín iba unido al anillo de 1,85 m de diámetro del casco.
Los tripulantes de la torreta eran el artillero, el cargador, y el comandante. El cargador iba sentado a la izquierda del cañón y el artillero a la derecha del mismo. El comandante iba en la parte posterior derecha de la torreta, debajo de una cúpula de observación rotativa.
El acceso a la torreta se hacía a través de la escotilla en el lado izquierdo de su techo para el cargador, o la que estaba al centro de la cúpula del comandante en el lado posterior derecho. Sin embargo, las tradicionales escotillas en el techo de la torreta no eran los únicos puntos de acceso. En caso de necesidad, todo el techo de la torreta podía elevarse mediante un sistema hidráulico a casi 90°. Esto permitía un acceso completo al interior de la torreta, facilitando la retirada del cañón y el cargador automático, además de agilizar el reabastecimiento de municiones. En caso de emergencia, también servía para evacuar rápidamente la torreta. Este sistema era operado por un control en el puesto del cargador.
Otras características de la torreta eran un afuste antiaéreo para una ametralladora pesada Browning M2HB de 12,7 mm en la cúpula del comandante y un ventilador en la parte posterior izquierda. A cada lado de la torreta, ubicados sobre el fulcro, estaban los "ojos de rana", las cubiertas blindadas para los lentes del telémetro estereoscópico como en otros tanques de la época.   

### Armamento principal
El T69 estaba armado con el cañón T178 90 mm. Este era casi idéntico al T139 90 mm, pero estaba montado de cabeza. Esto significaba que el cerrojo deslizante vertical se dirigiría hacia el techo de la torreta en lugar de hacia el piso, evitando colisionar con el mecanismo del cargador automático. Los resaltes de montaje también fueron modificados, para que el mecanismo de retroceso concéntrico del cañón pudiese montarse en la parte delantera de la torreta, en la "trompa". El cañón tenía un extractor de humo cerca de su boca, detrás del freno de boca. Este era una característica relativamente nueva en los tanques de la época. Al disparar un proyectil antiblindaje, el cañón podía perforar 157,48 mm de blindaje a 914,4 m. Una ametralladora coaxial Browning M1919 de 7,62 mm iba montada a la izquierda del cañón. Cuando no estaba en combate, la torreta podía rotarse casi 180° hacia atrás. Entonces el cañón sería fijado en un soporte montado en la parte posterior izquierda del capó del motor.

#### Cargador automático
El cañón T178 90 mm era alimentado mediante un cargador automático de 8 proyectiles. El sistema estaba montado a lo largo del centro de la torreta. Consistía en un cargador con un sistema de baqueta integrado. El cargador era un tambor troncocónico con 8 recámaras, como una versión de gran tamaño del tambor de un revólver. Las recámaras del tambor eran recargadas manualmente por el cargador, pudiendo cargarse con hasta tres tipos distintos de proyectiles: antiblindaje, antiblindaje de alto poder explosivo y de alto poder explosivo. El artillero podía seleccionar que tipo de proyectiles precisaba disparar a través de un panel de control en su puesto.
En acción, el tambor era elevado y alineado con la recámara del cañón, luego la baqueta hidráulica empujaba el proyectil dentro de la recámara. Al terminar de retroceder la baqueta, el tambor giraba y presentaba una nueva recámara. El conjunto del tambor era bajado y el cañón estaba listo para disparar. Después de disparar, la vaina vacía del proyectil era eyectada a través de una manga conectada con una portilla de eyección en el resalte de la torreta, que se abría automáticamente con el retroceso del cañón. Una vez que el cañón volvía a su posición, la portilla de eyección se cerraba. La cadencia del cañón podía ser de 33 disparos/minuto. Pero esto se lograba disparando un solo tipo de proyectil; al intercambiar entre varios tipos de proyectiles, la cadencia se reducía a 18 disparos/minuto.
Además de los 8 proyectiles en el tambor del cargador automático, en el casco se transportaban 32 proyectiles a la derecha del conductor. En el T42, este estante contenía 36 proyectiles. Sin embargo, se descubrió que había poco espacio entre el cargador automático y el collarín de la torreta para que el cargador pueda tener acceso a estos proyectiles. Era responsabilidad del cargador de recargar el tambor después de disparar todos los proyectiles.

## Destino
El T69 fue probado en el terreno de pruebas de Aberdeen desde junio de 1955 hasta abril de 1956. Las pruebas estuvieron plagadas de una alta tasa de fallos, llegándose a la conclusión de que el cargador automático no era lo suficientemente fiable para ser utilizado en combate debido a un deficiente diseño del sistema de estabilización de la torreta oscilante. El tanque fue considerado inadecuado para servicio, pero se siguieron efectuando diversas pruebas al vehículo. La mayoría de la información recabada en estas pruebas fue utilizada en el futuro desarrollo del AMX-13. El proyecto del T69 fue oficialmente cancelado el 11 de febrero de 1958.
Este no fue el último experimento con torretas oscilantes y cargadores automáticos llevado a cabo por las Fuerzas Armadas de los Estados Unidos. El proyecto sería seguido por el T54. Ambos fueron llevados a cabo para desarrollar una torreta para el M48 que pudiese llevar el cañón T140 105 mm. Una variante de este proyecto, el T54E1, llevaba este cañón en una torreta oscilante y tenía un cargador automático.  